# Виноградов, Гавриил Киприанович
Гавриил Киприанович Виноградов (1810—1885) — русский педагог; тайный советник.

## Биография
Родился 30 июня (12 июля) 1810 года.
В 1832 году окончил Владимирскую духовную семинарию и начал учиться в Главном педагогическом институте, но в том же году был направлен преподавателем истории в Костромскую губернскую гимназию, где позже был инспектором. Затем он был директором училищ Костромской губернии и Костромской гимназии (1847—1856). С 1856 по 1863 годы возглавлял 1-ю Московскую гимназию.  
Он обладал громадною эрудицией. Вопросы, предлагавшиеся им на экзаменах, свидетельствовали об основательных его познаниях по всем предметам. Он знал прекрасно латинский и новые языки и говорил свободно по-французски и по-немецки. При этом он был человеком очень добрым, отзывчивым на все хорошее, за что его любили и уважали учителя и ученики. <…> Так как Гавриил Киприанович был поборником серьезного женского образования, то лица, интересовавшиеся этим вопросом, поручили ему сформировать первое среднее женское учебное заведение, что он и исполнил весьма охотно.
Параллельно с этим он заведовал уездными и начальными училищами Московской губернии и училищами Москвы, а также под его ведением состояли домашние учителя. С 1859 года начинали зарождаться женские училища, которые потом были преобразованы в женские гимназии.
В Москве им было организовано пять женских гимназий и он был назначен директором малолетнего отделения богадельни и фельдшерской школы Воспитательного дома, а также начальником женских гимназий Ведомства учреждений императрицы Марии. В 1856 году был награждён орденом Св. Станислава 2-й степени.
В 1866 году он был произведён в действительные статские советники.
В 1869 году получил орден Св. Владимира 3-й степени, в 1871 году — орден Св. Станислава 1-й степени, в 1875 году — орден Св. Анны 1-й степени. В 1881 году был произведён в тайные советники.
Умер 9 (21) октября 1885 года. Похоронен в Новодевичьем монастыре. Инспектор Второй Московской женской гимназии Д. В. Цветаев откликнулся на его смерть статьёй-некрологом: Памяти Гавриила Киприановича Виноградова. Страница из истории женского образования в Москве (М.: Унив. тип., 1885. — 12 с.),
Жена, Надежда Павловна Абатурова. Их сын, Павел (1854—1925).
Гавриил Киприанович Виноградов ещё в 1883 году предлагал рассмотреть вопрос канонизации Серафима Саровского.